# 6832-es mellékút (Magyarország)
A 6832-es mellékút egy közel húsz kilométer hosszú, négy számjegyű országos közút Zala vármegye délkeleti részén.

## Nyomvonala
A 7511-es útból ágazik ki, annak 5+750-es kilométerszelvényénél, Galambok központjának déli részén. Dél felé indul, Honvéd utca néven, majd 600 méter után keresztezi a 7-es főutat, annak 195+700-as kilométerszelvénye táján. 850 méter után kilép a házak közül, 2,5 kilométer után pedig – felüljárón, csomópont nélkül – keresztezi az M7-es autópálya nyomvonalát is, amely itt a 198+400-as kilométerszelvénye előtt jár.
A sztrádát átszelve egyből Zalaszentjakab területére lép, 2,8 kilométer után pedig eléri annak lakott területeit; a neve ott Petőfi Sándor utca. 3,1 kilométer után kiágazik belőle keletnek a 68 352-es út, a MÁV Budapest–Murakeresztúr-vasútvonalának Zalaszentjakab vasútállomására. 3,3 kilométer után keresztezi is a vasutat, a 4+250-es kilométerszelvényénél pedig kilép a község belterületéről.
5,6 kilométer után Miháld területére érkezik, 6,7 kilométer után lép annak házai közé, Kossuth utca néven. A 7+250-es kilométerszelvényénél beletorkollik kelet felől a 6817-es út, 9,7 kilométer megtétele után. Innen a települési neve Fő utca, majd 8,8 kilométer után kilép a falu házai közül és ott egyben kelet-délkeleti irányba fordul, majd 9,8 kilométer után ismét déli irányt vesz.
10,9 kilométer után Sand területére érkezik, 11,3 kilométer után éri el a lakott terület keleti szélét, ott nyugatnak fordul, Kanizsai utca néven. 12,8 kilométer után kilép a községből, a folytatásban egy darabon ismét délebbi irányt vesz, majd újra nyugatnak fordul.
15,4 kilométer után ér Nagykanizsa területére, ahol a 16+650-es kilométerszelvényénél kiágazik belőle egy bekötőút Nagyfakos külterületi városrész felé, majd a 17+700-as és 18+400-as kilométerszelvényei között Kisfakos területén halad végig, Sandi utca néven. Több irányváltása van még a város külterületén, az utolsó szakaszán délnyugat felé húzódik, a Fakosi utca nevet viselve. Az itt észak-déli irányban húzódó 61-es főútba beletorkollva ér véget, annak 187+700-as kilométerszelvénye közelében, az ellenkező irányban ugyanott ágazik ki a 68 151-es út, a városhoz tartozó Bagola községbe.
Teljes hossza, az országos közutak térképes nyilvántartását szolgáló kira.gov.hu adatbázisa szerint 19,840 kilométer.

## Települések az út mentén
- Galambok
- Zalaszentjakab
- Miháld
- Sand
- Nagykanizsa